# Majevski koledar
Majevski koledar ima trinajst enako dolgih mesecev - po osemindvajset dni. Ker pa ima leto 365 dni jim en dan v letu vedno zmanjka. To je zeleni dan, dan v katerem se od starega leta poslovijo in pričakujejo novo leto. Po našem koledarju se praznuje majevsko novo leto iz 24. na 25. julij. Letos smo stopili v leto rdeče magnetne lune.